# Lijst van Belgische ministers van Institutionele Hervormingen
Dit is een lijst van ministers van Institutionele Hervormingen in de Belgische federale regering. De huidige ministers zijn David Clarinval (MR) en Annelies Verlinden (CD&V) in de regering-De Croo
Van 1968 tot 1992 waren er steeds twee ministers of staatssecretarissen van Institutionele Hervormingen, zowel een Nederlandstalige als een Franstalige. Na de federale verkiezingen in 2007 en de daaropvolgende formatiegesprekken werden er ook in de regeringen Verhofstadt III, Leterme I, Van Rompuy en Leterme II een Nederlandstalige en een Franstalige minister van Institutionele Hervormingen benoemd. In de regering-Di Rupo werden twee staatssecretarissen aangeduid.

## Lijst
| Regering                                   | Minister/ Staatssecretaris | Minister/ Staatssecretaris        | Partij | Partij          | Taal | Begin             | Einde             | Bevoegdheid |
| ------------------------------------------ | -------------------------- | --------------------------------- | ------ | --------------- | ---- | ----------------- | ----------------- | --- |
| G. Eyskens III                             |                            | Raoul Vreven (1900-1979)          |        | Liberale Partij | NL   | 3 september 1960  | 25 april 1961     | Coördinatie van de institutionele hervormingen |
| vacant (25 april 1961 - 17 juni 1968)      |                            |                                   |        |                 |      |                   |                   | |
| G. Eyskens IV                              |                            | Leo Tindemans (1922-2014)         |        | CVP             | NL   | 17 juni 1968      | 21 januari 1972   | Communautaire Betrekkingen |
| G. Eyskens IV                              |                            | Freddy Terwagne (1925-1971)       |        | PSB             | FR   | 17 juni 1968      | 15 februari 1971  | Communautaire Betrekkingen |
| G. Eyskens IV                              |                            | Fernand Dehousse (1906-1976)      |        | PSB             | FR   | 15 februari 1971  | 21 januari 1972   | Communautaire Betrekkingen |
| vacant (21 januari 1972 - 26 januari 1973) |                            |                                   |        |                 |      |                   |                   | |
| Leburton                                   |                            | Leo Tindemans (1922-2014)         |        | CVP             | NL   | 26 januari 1973   | 25 april 1974     | Coördinatie van de Institutionele Hervormingen |
| Leburton                                   |                            | Jef Ramaekers (1923-2004)         |        | BSP             | NL   | 26 januari 1973   | 23 oktober 1973   | Staatssecretaris voor Institutionele en Administratieve Hervormingen |
| Leburton                                   |                            | Louis Olivier (1923-2015)         |        | PLP             | FR   | 26 januari 1973   | 25 april 1974     | Staatssecretaris voor Institutionele en Administratieve Hervormingen (tot 23 oktober 1973) Minister van Institutionele en Administratieve Hervormingen (vanaf 23 oktober 1973) |
| Leburton                                   |                            | Elie Van Bogaert (1919-1993)      |        | BSP             | NL   | 23 oktober 1973   | 25 april 1974     | Institutionele en Administratieve Hervormingen |
| Tindemans II                               |                            | Robert Vandekerckhove (1917-1980) |        | CVP             | NL   | 11 juni 1974      | 6 maart 1977      | Hervorming der Instellingen |
| Tindemans II                               |                            | François Perin (1921-2013)        |        | RW              | FR   | 11 juni 1974      | 8 december 1976   | Hervorming der Instellingen |
| Tindemans II                               |                            | Michel Toussaint (1922-2007)      |        | PLP             | FR   | 8 december 1976   | 6 maart 1977      | Hervorming der Instellingen |
| Tindemans III                              |                            | Robert Vandekerckhove (1917-1980) |        | CVP             | NL   | 6 maart 1977      | 3 juni 1977       | Hervorming der Instellingen |
| Tindemans III                              |                            | Michel Toussaint (1922-2007)      |        | PLP             | FR   | 6 maart 1977      | 3 juni 1977       | Hervorming der Instellingen |
| Tindemans IV en Vanden Boeynants II        |                            | Ferdinand De Bondt (1923-2014)    |        | CVP             | NL   | 3 juni 1977       | 3 april 1979      | Staatssecretaris voor de Hervorming der Instellingen |
| Tindemans IV en Vanden Boeynants II        |                            | Jacques Hoyaux (1930-2013)        |        | PSB             | FR   | 3 juni 1977       | 3 april 1979      | Staatssecretaris voor de Hervorming der Instellingen |
| Martens I en II                            |                            | Georges Gramme (1926-1985)        |        | PSC             | FR   | 3 april 1979      | 18 mei 1980       | Institutionele hervormingen |
| Martens I en II                            |                            | Willy Calewaert (1916-1993)       |        | BSP             | NL   | 3 april 1979      | 18 mei 1980       | Institutionele hervormingen |
| Martens III                                |                            | Philippe Moureaux (1939-2018)     |        | PS              | FR   | 18 mei 1980       | 22 oktober 1980   | Institutionele hervormingen |
| Martens III                                |                            | Herman Vanderpoorten (1922-1984)  |        | PVV             | NL   | 18 mei 1980       | 22 oktober 1980   | Institutionele hervormingen |
| Martens IV, M. Eyskens                     |                            | Philippe Moureaux (1939-2018)     |        | PS              | FR   | 22 oktober 1980   | 17 december 1981  | Institutionele hervormingen |
| Martens IV, M. Eyskens                     |                            | Jos Chabert (1933-2014)           |        | CVP             | NL   | 22 oktober 1980   | 17 december 1981  | Institutionele hervormingen |
| Martens V, VI en VII                       |                            | Jean Gol (1942-1995)              |        | PRL             | FR   | 17 december 1981  | 9 mei 1988        | Institutionele hervormingen |
| Martens V, VI en VII                       |                            | Jean-Luc Dehaene (1940-2014)      |        | CVP             | NL   | 17 december 1981  | 9 mei 1988        | Institutionele hervormingen |
| Martens VIII                               |                            | Jean-Luc Dehaene (1940-2014)      |        | CVP             | NL   | 9 mei 1988        | 29 september 1991 | Institutionele hervormingen |
| Martens VIII                               |                            | Philippe Moureaux (1939-2018)     |        | PS              | FR   | 9 mei 1988        | 29 september 1991 | Institutionele hervormingen |
| Martens VIII                               |                            | Norbert De Batselier (1947)       |        | SP              | NL   | 9 mei 1988        | 18 oktober 1988   | Staatssecretaris voor Institutionele hervormingen |
| Martens VIII                               |                            | Jos Dupré (1928-2021)             |        | CVP             | NL   | 18 oktober 1988   | 29 september 1991 | Staatssecretaris voor Institutionele hervormingen |
| Martens IX                                 |                            | Philippe Moureaux (1939-2018)     |        | PS              | FR   | 29 september 1991 | 7 maart 1992      | Institutionele hervormingen |
| Martens IX                                 |                            | Jean-Luc Dehaene (1940-2014)      |        | CVP             | NL   | 29 september 1991 | 7 maart 1992      | Institutionele hervormingen |
| Martens IX                                 |                            | Jos Dupré (1928-2021)             |        | CVP             | NL   | 29 september 1991 | 7 maart 1992      | Staatssecretaris voor Institutionele hervormingen |
| vacant (7 maart 1992 - 20 december 2007)   |                            |                                   |        |                 |      |                   |                   | |
| Verhofstadt III                            |                            | Didier Reynders (1958)            |        | MR              | FR   | 21 december 2007  | 20 maart 2008     | Institutionele hervormingen |
| Verhofstadt III                            |                            | Yves Leterme (1960)               |        | CD&V            | NL   | 21 december 2007  | 20 maart 2008     | Institutionele hervormingen |
| Leterme I                                  |                            | Didier Reynders (1958)            |        | MR              | FR   | 20 maart 2008     | 30 december 2008  | Institutionele hervormingen |
| Leterme I                                  |                            | Jo Vandeurzen (1958)              |        | CD&V            | NL   | 20 maart 2008     | 30 december 2008  | Institutionele hervormingen |
| Van Rompuy, Leterme II                     |                            | Didier Reynders (1958)            |        | MR              | FR   | 30 december 2008  | 6 december 2011   | Institutionele hervormingen |
| Van Rompuy, Leterme II                     |                            | Steven Vanackere (1964)           |        | CD&V            | NL   | 30 december 2008  | 6 december 2011   | Institutionele hervormingen |
| Di Rupo                                    |                            | Melchior Wathelet Jr. (1977)      |        | cdH             | FR   | 6 december 2011   | 22 juli 2014      | Staatssecretaris voor Staatshervorming |
| Di Rupo                                    |                            | Servais Verherstraeten (1960)     |        | CD&V            | NL   | 6 december 2011   | 11 oktober 2014   | Staatssecretaris voor Staatshervorming |
| Di Rupo                                    |                            | Catherine Fonck (1968)            |        | cdH             | FR   | 22 juli 2014      | 11 oktober 2014   | Staatssecretaris voor Staatshervorming |
| vacant (11 oktober 2014 - 1 oktober 2020)  |                            |                                   |        |                 |      |                   |                   | |
| De Croo                                    |                            | David Clarinval (1976)            |        | MR              | FR   | 1 oktober 2020    | 3 februari 2025   | Institutionele Hervormingen en Democratische Vernieuwing |
| De Croo                                    |                            | Annelies Verlinden (1978)         |        | CD&V            | NL   | 1 oktober 2020    | 3 februari 2025   | Institutionele Hervormingen en Democratische Vernieuwing |